# Kanton Roubaix-Centre

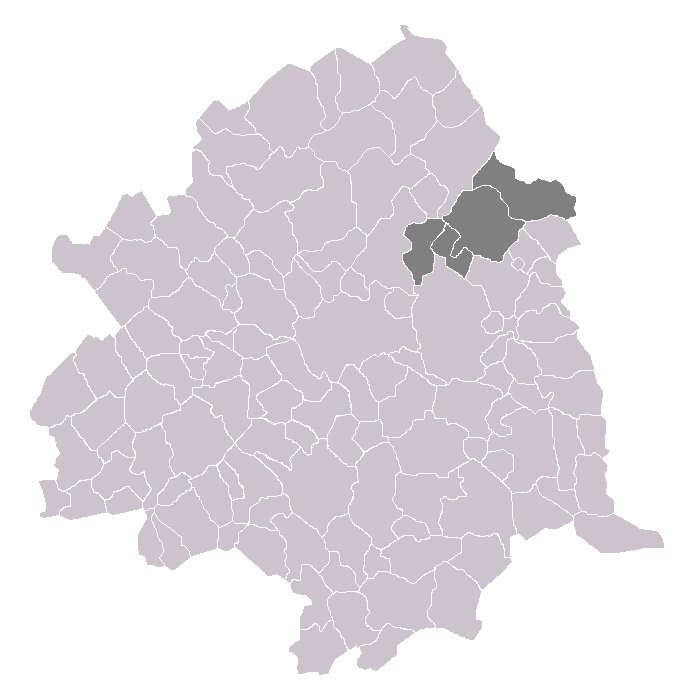
Kanton Roubaix

Der Kanton Roubaix-Centre war vo 1985 bis 2015 ein französischer Wahlkreis im Arrondissement Lille, im Département Nord und in der Region Nord-Pas-de-Calais.
Der Kanton bestand aus Teilen der Stadt Roubaix (95.866 Einwohner am 1. Januar 2013, davon Kanton Roubaix-Centre: 37.657 Stand: 1. Januar 2012).